# Brösarp
Brösarp est une localité suédoise dans la commune de Tomelilla en Scanie. En 2020, 742 personnes y vivent.

## Géographie
Brösarp est une ville de Suède  située dans la municipalité de Tomelilla Kommun et la province de Skåne län , dans la partie sud du pays, à 500 km au sud-ouest de Stockholm, la capitale du pays. Brösarp est situé à 70 mètres d'altitude et compte 742 habitants (2020). 
Le terrain autour de Brösarp est plat.  L'endroit le plus élevé de la région a une hauteur de 134 mètres et se trouve à 2,1 km au sud de Brösarp. Il y a environ 45 personnes par kilomètre carré autour de Brösarp, une population relativement petite.  La grande ville la plus proche est Degeberga , à 13,1 km au nord de Brösarp. 
Le climat est subarctique . La température moyenne est de 6 °C . Le mois le plus chaud est juillet, à 18  °C , et le plus froid est janvier, à -5 °C. 
,,,,